# Résistance populaire (Yémen)
Ne doit pas être confondu avec Résistance populaire (Syrie), Résistance populaire dans la région de l'est, Comité de résistance populaire, Comités populaires (Yémen), Résistance de Tihama ou Résistance nationale (Yémen).

Carte de la situation actuelle de la guerre civile du Yémen.
Territoire contrôlé par les loyalistes.
Territoire contrôlé par les Houthis.
Territoire contrôlé par les djihadistes d'AQPA et de l'EI au Yémen.
Territoire contrôlé par le Conseil de transition du Sud.

La Résistance populaire (arabe : المقاومة الشعبية) est un groupe armé actif lors de la guerre civile yéménite. 
La Résistance populaire regroupe le Mouvement du Sud et les Comités populaires et combat les Houthis.

## Histoire
Le 15 février 2015, la Résistance populaire prit le contrôle des sièges de la télévision et des renseignements aux Houthis.
Le 22 décembre 2015, un colonel de la Résistance populaire, Jalal al-Aoubali, est assassiné à Aden.
En 2015, 59 000 d'entre eux ont demandé à rejoindre l'armée et la police, et 1 500 ont été recrutés, faute de moyens des autorités, alors que 20 000 puis 15 000 postes étaient à pourvoir.

## Violations des droits de l'homme
Le groupe a enrôlé quelques enfants soldats, pour la plupart pour aider des combattants de leurs familles.